# Servette Football Club Genève
El Servette Football Club Genève es un club de fútbol de la ciudad suiza de Ginebra. El club fue fundado en 1890 como el "Football Club de la Servette" en el barrio homónimo de Servette de Ginebra y es el tercer club más laureado del fútbol helvético.
Actualmente disputa sus encuentros en el Stade de Genève desde el año 2003, en que abandonó su viejo e histórico Stade des Charmilles, para trasladarse a este nuevo estadio construido con motivo de la celebración de la Eurocopa 2008.
El equipo jugó en la temporada 2005-06 en la Challenge League, la segunda división del fútbol suizo, tras haber caído en bancarrota en el año 2004 y haber retomado la competición en la 1ère Ligue, la liga amateur.
Servette ganó el ascenso a la Superliga de Suiza después de derrotar al Bellinzona en un playoff de ascenso el 31 de mayo de 2011 y desde entonces se han restablecido en la élite del fútbol suizo. El club terminó cuarto en su primera temporada de regreso a la máxima categoría, obteniendo con ello la entrada a la segunda ronda de clasificación de la Europa League para la temporada 2012-13.
A pesar de concluir la competición en segundo puesto, a finales de la liga 2014-15 la Federación suiza anunció que el Servette era descendido administrativamente a la Tercera División por declararse en bancarrota, lo cual suponía la segunda vez que se producía este hecho en solo diez años.

## Uniforme
- Uniforme titular: Camiseta, pantalón y medias granates.
- Uniforme alternativo: Camiseta, pantalón y medias blancas.

## Estadio

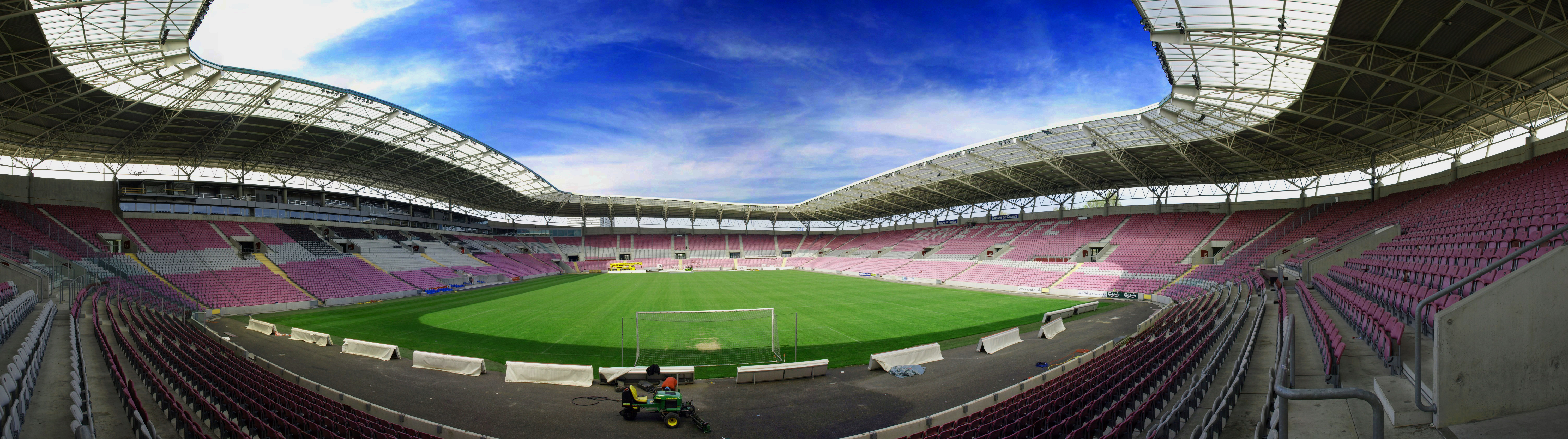
Imagen panorámica del estadio.

## Jugadores

### Plantilla 2024/25
- = Lesionado de larga duración

## Jugadores destacados
| - Luis Coral - Michel Renquin - Canil Renato - Sonny Anderson - Danilo Orfelha - Martin Petrov - Riky Collí - Jean Beausejour - Jorge Valdivia - Carlos Mediavilla - John Eriksen - Martin Chivers - Oliver Neuville - Karl-Heinz Rummenigge - Miroslav Stevanović - Boško Đurovski - Fouzi El Brazi | - Hugo Bojórquez - Francisco Cervantes - Viorel Moldovan - Igor Dobrovolski - Roberto Merino - Jan Eriksson - Mats Magnusson - Håkan Mild - Sven Ghöst - Mehmet Karim - Philippe Senderos - Alex Frei - Ivan Lavrinets - Kubilay Turkyilmaz - Bülent Yakın - Abdel Kader - Matías Vitkieviez - Bülent Adamuah |

## Palmarés

### Profesional

#### Torneos nacionales
- Superliga de Suiza (17): 1906-07, 1917-18, 1921-22, 1924-25, 1925-26, 1929-30, 1932-33, 1933-34, 1939-40, 1945-46, 1949-50, 1960-61, 1961-62, 1978-79, 1984-85, 1993-94, 1998-99.
- Challenge League (1): 2018-19.
- Promotion League (1): 2015-16.
- Copa de Suiza (8): 1927-28, 1948-49, 1970-71, 1977-78, 1978-79, 1983-84, 2000-01, 2023-24.
- Copa de la Liga Suiza (3): 1976-77, 1978-79, 1979-80.

#### Torneos internacionales amistosos
- Copa de los Alpes (4): 1973, 1975, 1976, 1978.[2]

## Participación en competiciones de la UEFA
| Competicion UEFA | Competicion UEFA              | Competicion UEFA   | Competicion UEFA    | Competicion UEFA | Competicion UEFA | Competicion UEFA |
| Temporada        | Torneo                        | Ronda              | Club                | Casa             | Visita           | Global           |
| ---------------- | ----------------------------- | ------------------ | ------------------- | ---------------- | ---------------- | ---------------- |
| 1955–56          | European Cup                  | Primera ronda      | Real Madrid         | 0–2              | 0–5              | 0–7              |
| 1961–62          | European Cup                  | Preliminar         | Hibernians          | 5–0              | 2–1              | 7–1              |
| 1961–62          | Primera ronda                 | Dukla Prague       | 4–3                 | 0–2              | 4–5              |                  |
| 1962–63          | European Cup                  | Preliminar         | Feyenoord           | 1–3              | 3–1              | 4–4              |
| 1963–64          | Inter-Cities Fairs Cup        | Primera ronda      | Spartak Brno        | 1–2              | 0–5              | 1–7              |
| 1964–65          | Inter-Cities Fairs Cup        | Primera ronda      | Atlético Madrid     | 2–2              | 1–6              | 3–8              |
| 1965–66          | Inter-Cities Fairs Cup        | Segunda ronda      | AIK                 | 4–1              | 1–2              | 5–3              |
| 1965–66          | Tercera ronda                 | 1860 Munich        | 1–1                 | 1–4              | 2–5              |                  |
| 1966–67          | European Cup Winners' Cup     | Primera ronda      | Åbo IFK             | 1–1              | 2–1              | 3–2              |
| 1966–67          | Segunda ronda                 | Sparta Rotterdam   | 2–0                 | 0–1              | 2–1              |                  |
| 1966–67          | Cuartos de final              | Slavia Sofia       | 1–0                 | 0–3              | 1–3              |                  |
| 1967–68          | Inter-Cities Fairs Cup        | Primera ronda      | 1860 Munich         | 2–2              | 0–4              | 2–6              |
| 1971–72          | European Cup Winners' Cup     | Primera ronda      | Liverpool           | 2–1              | 0–2              | 2–3              |
| 1974–75          | UEFA Cup                      | Primera ronda      | Derby County        | 1–2              | 1–4              | 2–6              |
| 1976–77          | European Cup Winners' Cup     | Preliminar         | Cardiff City        | 2–1              | 0–1              | 2–2 (a)          |
| 1977–78          | UEFA Cup                      | Primera ronda      | Athletic Club       | 1–0              | 0–2              | 1–2              |
| 1978–79          | European Cup Winners' Cup     | Primera ronda      | PAOK                | 4–0              | 0–2              | 4–2              |
| 1978–79          | Segunda ronda                 | Nancy              | 2–1                 | 2–2              | 4–3              |                  |
| 1978–79          | Cuartos de final              | Fortuna Düsseldorf | 1–1                 | 0–0              | 1–1 (a)          |                  |
| 1979–80          | European Cup                  | Primera ronda      | Beveren             | 3–1              | 1–1              | 4–2              |
| 1979–80          | Segunda ronda                 | BFC Dynamo         | 2–2                 | 1–2              | 3–4              |                  |
| 1980–81          | UEFA Cup                      | Primera ronda      | Sochaux             | 2–1              | 0–2              | 2–3              |
| 1982–83          | UEFA Cup                      | Primera ronda      | Progrès Niedercorn  | 3–0              | 1–0              | 4–0              |
| 1982–83          | Segunda ronda                 | Śląsk Wrocław      | 5–1                 | 2–0              | 7–1              |                  |
| 1982–83          | Tercera ronda                 | Bohemians          | 2–2                 | 1–2              | 3–4              |                  |
| 1983–84          | European Cup Winners' Cup     | Primera ronda      | Avenir Beggen       | 4–0              | 5–1              | 9–1              |
| 1983–84          | Segunda ronda                 | Shakhtar Donetsk   | 1–2                 | 0–1              | 1–3              |                  |
| 1984–85          | European Cup Winners' Cup     | Primera ronda      | APOEL               | 3–1              | 3–0              | 6–1              |
| 1984–85          | Segunda ronda                 | AEL                | 0–1                 | 1–2              | 1–3              |                  |
| 1985–86          | European Cup                  | Primera ronda      | Linfield            | 2–1              | 2–2              | 4–3              |
| 1985–86          | Segunda ronda                 | Aberdeen           | 0–0                 | 0–1              | 0–1              |                  |
| 1988–89          | UEFA Cup                      | Primera ronda      | Sturm Graz          | 1–0              | 0–0              | 1–0              |
| 1988–89          | Segunda ronda                 | Groningen          | 1–1                 | 0–2              | 1–3              |                  |
| 1993–94          | UEFA Cup                      | Primera ronda      | Crusaders           | 4–0              | 0–0              | 4–0              |
| 1993–94          | Segunda ronda                 | Bordeaux           | 0–1                 | 1–2              | 1–3              |                  |
| 1994–95          | UEFA Champions League         | Primera ronda      | Steaua București    | 1–1              | 1–4              | 2–5              |
| 1998–99          | UEFA Cup                      | 2° Clasificatoria  | KFC Germinal Ekeren | 1–2              | 4–1              | 5–3              |
| 1998–99          | Primera ronda                 | CSKA Sofia         | 2–1                 | 0–1              | 2–2 (a)          |                  |
| 1999–2000        | UEFA Champions League         | 3° Clasificatoria  | Sturm Graz          | 2–2              | 1–2              | 3–4              |
| 1999–2000        | UEFA Cup                      | Primera ronda      | Aris                | 1–2 (aet)        | 1–1              | 2–3              |
| 2001–02          | UEFA Cup                      | Primera ronda      | Slavia Prague       | 1–0              | 1–1              | 2–1              |
| 2001–02          | Segunda ronda                 | Zaragoza           | 1–0                 | 0–0              | 1–0              |                  |
| 2001–02          | Tercera ronda                 | Hertha BSC         | 0–0                 | 3–0              | 3–0              |                  |
| 2001–02          | Cuarta ronda                  | Valencia           | 2–2                 | 0–3              | 2–5              |                  |
| 2002–03          | UEFA Cup                      | Preliminar         | Spartak Yerevan     | 3–0              | 2–0              | 5–0              |
| 2002–03          | Primera ronda                 | Amica Wronki       | 2–3                 | 2–1              | 4–4 (a)          |                  |
| 2004–05          | UEFA Cup                      | 2° Clasificatoria  | Újpest              | 0–2              | 1–3              | 1–5              |
| 2012–13          | UEFA Europa League            | 2° Clasificatoria  | Gandzasar           | 2–0              | 3–1              | 5–1              |
| 2012–13          | 3° Clasificatoria             | Rosenborg          | 1–1                 | 0–0              | 1–1 (a)          |                  |
| 2020–21          | UEFA Europa League            | 1° Clasificatoria  | Ružomberok          | 3–0              | –                | 3–0              |
| 2020–21          | 2° Clasificatoria             | Reims              | 0–1                 | –                | 0–1              |                  |
| 2021–22          | UEFA Europa Conference League | 2° Clasificatoria  | Molde               | 2–0              | 0–3              | 2–3              |
| 2023–24          | UEFA Champions League         | 2° Clasificatoria  | Genk                | 1–1              | 2–2 (aet)        | 3–3 (4–1 p)      |
| 2023–24          | 3° Clasificatoria             | Rangers            | 1–1                 | 1–2              | 2–3              |                  |
| 2023–24          | UEFA Europa League            | Fase de grupos     | Roma                | 1–1              | 0−4              | 3° Lugar         |
| 2023–24          | UEFA Europa League            | Fase de grupos     | Slavia Prague       | 0−2              | 0−4              | 3° Lugar         |
| 2023–24          | UEFA Europa League            | Fase de grupos     | Sheriff Tiraspol    | 2–1              | 1–1              | 3° Lugar         |
| 2023–24          | UEFA Europa Conference League | Playoff            | Ludogorets Razgrad  | 0–0              | 1–0              | 1–0              |
| 2023–24          | 1/16                          | Viktoria Plzeň     | 0–0                 | 0–0 (aet)        | 0–0 (1–3 p)      |                  |
| 2024–25          | UEFA Europa League            | 3° Clasificatoria  | Braga               | 1−2              | 0–0              | 1–2              |
| 2024–25          | UEFA Conference League        | Plyoff             | Chelsea             | 2–1              | 0−2              | 2−3              |